# Igarapé do Meio
Igarapé do Meio es un municipio brasileño del estado del Maranhão. Tiene una población estimada, en 2021, de 14,470 habitantes.
La ciudad es muy unida a Santa Inês y Monzón. En la zona rural del municipio está instalada uno de los mayores frigoríficos del Maranhão.

## Historia
Fue creado por la Ley N.º 6.431 el 29 de septiembre de 1995, el municipio de Igarapé do Meio, con sede en el poblado del mismo nombre y separado del municipio de Vitória del Mearim, subordinado a la Comarca de Vitória del Mearim.